# Reaktor
Ne doit pas être confondu avec Reaktor (groupe).
Reaktor est un studio de musique virtuel, sous licence propriétaire, développé par Native Instruments et fonctionnant sous Mac OS X et Windows.
Il permet aux musiciens et aux ingénieurs de construire leurs propres instruments et effets sonores.
Il est fourni avec de nombreux instruments prêts à l'emploi, effets spéciaux et synthétiseurs.
En outre, plus de 2 000 instruments gratuits peuvent être téléchargés sur le site.

## Histoires

### Premier développement
Les versions supportent tous l'export sous la forme de dll. Ces dll ne sont pas compatibles VST et sont dénommées ensemble ; elles ne peuvent être chargées, sans possibilité de les modifier, que dans le logiciel Reaktor.
Reaktor est le seul logiciel qui ne supporte pas l'export VST comme SynthMaker, synthEdit.

### Version 5
La version 5.1 sortie le 5 avril 2005 contient le "Reaktor Core Technology" développé par Vadim Zavalishin  depuis 2003. La version sortie le 22 décembre 2005 est une mise à jour gratuite corrigeant les bugs et ajoutant une série d'effets FX.